# KS Sopoti
El KS Sopoti es un equipo de fútbol de Albania que juega en la Kategoria e Dytë, la tercera liga de fútbol más importante del país.

## Historia
Fue fundado en el año 1948 en la ciudad de Librazhd con el nombre KS Albania Tabak Librazhd. Jugaron por primera vez en la Kategoria Superiore en la temporada 1993/94, aunque fue debut y despedida, ya que quedaron últimos entre 14 equipos. Su nombre actual se debe a la montaña Sopot, la cual está a la par de la ciudad.